# Совхозный (Белоярский муниципальный округ)
Совхозный — посёлок в Белоярском районе Свердловской области России. Входит в Белоярский муниципальный округ.
Ранее посёлок был центром Совхозного сельсовета Белоярского района.

## География
Посёлок Совхозный расположен на правом берегу реки Камышенки, в 22 километрах на юг от посёлка Белоярского. Через посёлок проходит железнодорожная ветка Екатеринбург — Каменск-Уральский — Курган. Рядом с Совхозным расположена станция Храмцовская Свердловской железной дороги.

### Часовой пояс
Совхозный, как и вся Свердловская область, находится в часовой зоне МСК+2. Смещение применяемого времени относительно UTC составляет +5:00.

## История
В 1966 году Указом Президиума ВС РСФСР посёлок центральной усадьбы Хромцовского совхоза переименован в Совхозный.

## Население
| 2002 | 2010  | 2021  |
| ---- | ----- | ----- |
| 2281 | ↘2188 | ↘1359 |

## Инфраструктура
В посёлке Совхозном 19 улиц: Агрономическая, Есенина, Железнодорожная, Животноводческая, Западная, Мира, Молодёжная, Николая Попова, Октябрьская, Первомайская, Полевая, Пролетарская, Розбицких, Садовая, Советская, Совхозная, Станционная, Южная и Ясная; одно садоводческое некоммерческое товарищество — «Коллективный сад».